# Giorgio Salvioni
Giorgio Salvioni (geboren vor 1965; gestorben 1994 in Rom) war ein italienischer  Drehbuchautor und Filmproduzent.

## Leben
Von Mitte der 1960er-Jahre bis einschließlich 1979 war Salvioni als Drehbuchautor an zwölf Filmproduktionen beteiligt, in der Mehrzahl Komödien. Seine Beteiligung an Casanova ’70 brachte ihm eine Oscar-Nominierung in der Kategorie Bestes Originaldrehbuch ein. 
Ab 1974 trat er auch bis in die 1980er-Jahre als Filmproduzent in Erscheinung.
Edoardo Purgatori ist ein Cousin von Salvioni.

## Filmografie (Auswahl)
Drehbuch
- 1965: Casanova ’70
- 1966: Die Gespielinnen (Le fate)
- 1965: Das zehnte Opfer (La decima vittima)
- 1969: Friß oder stirb (Vivi o preferibilmente morti)
- 1975: Müssen Männer schön sein? (40 gradi all'ombra del lenzuolo)
- 1978: Wilde Betten – Lippenstift-Tigerinnen (Letti selvaggi)

Produktion
- 1977: Blutiger Zahltag (La ragazza del pigiama giallo)
- 1978: Wilde Betten – Lippenstift-Tigerinnen